# Liste von Persönlichkeiten der Stadt Kołobrzeg
Die Liste von Persönlichkeiten der Stadt Kołobrzeg führt Personen auf, die in der Stadt Kołobrzeg (Kolberg) geboren wurden oder die zeitweise dort wirkten.

## In der Stadt geborene Persönlichkeiten

### Bis 1700

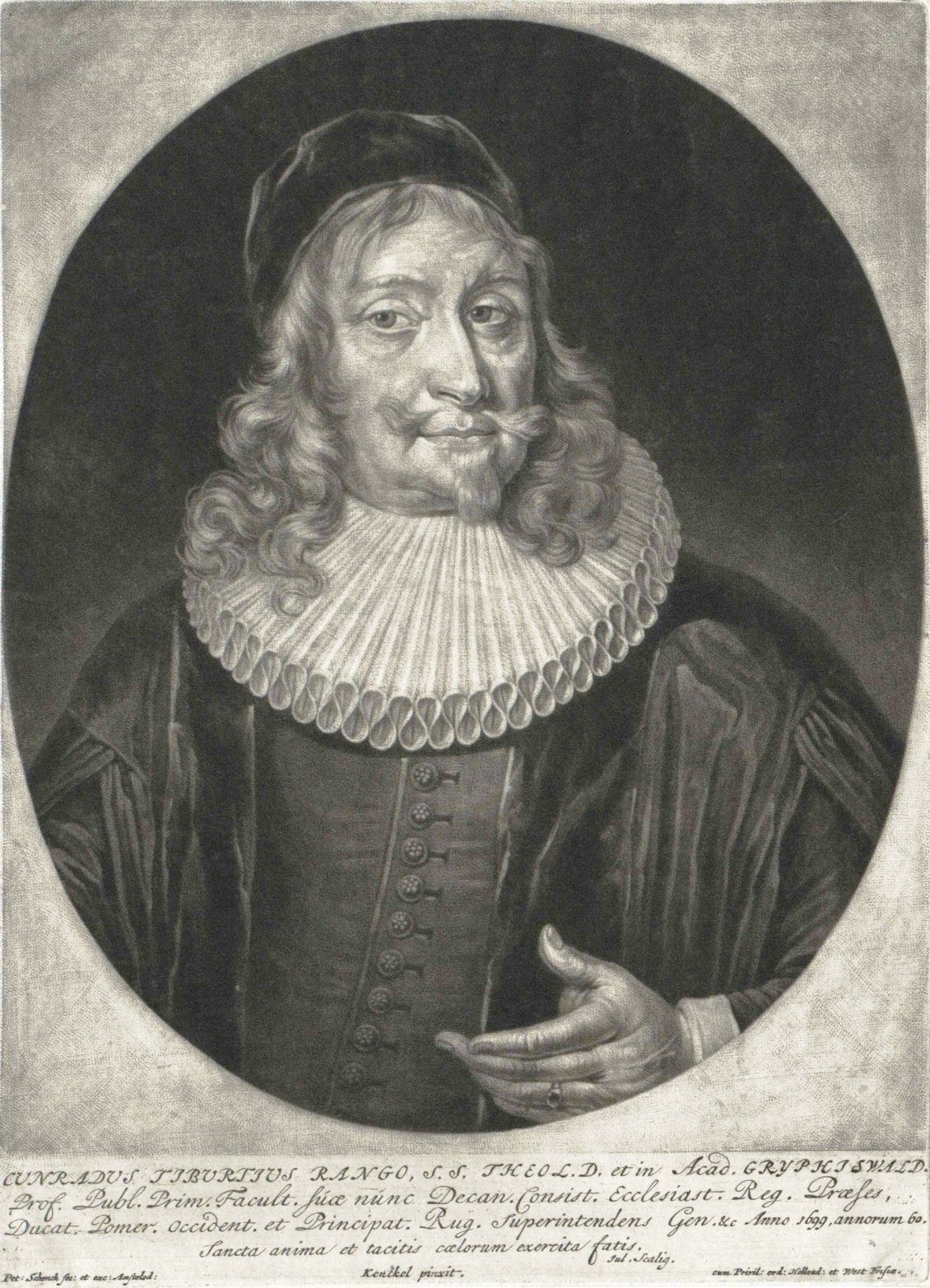
Konrad Tiburtius Rango (1639–1700), bekennender Vertreter der lutherischen Orthodoxie

- Jacob Holk († nach 1416), Kaufmann und Ratsherr der Hansestadt Lübeck
- Hans Schlief († 1466), Bürgermeister von Kolberg
- Dietrich Steffan († 1473), deutscher Hochschullehrer, Dekan der Artistenfakultät und Rektor der Universität Greifswald
- Peter Wolkow († 1516), deutscher römisch-katholischer Geistlicher und Bischof von Schwerin
- Martin Karith († 1521), deutscher römisch-katholischer Geistlicher und Bischof von Cammin
- Konrad Bergius (1544–1592), deutscher Pädagoge, Rhetoriker und evangelischer Theologe
- Paul Lütkemann (~1560–1611/1612), deutscher Komponist
- Petrus Pachius (1579–1642), deutscher evangelischer Geistlicher, Lehrer und Dichter, Konrektor in Kolberg
- Cosmus von Simmer (1581–1650), deutscher Chronist
- Christoph von Manteuffel (1622–1688), Württembergischer Oberhofmarschall und Obervogt zu Marbach am Neckar
- Johannes Colberg (1623–1687), deutscher evangelisch-lutherischer Theologe
- Valerius Jasche (1624–1684), deutscher evangelisch-lutherischer Geistlicher und Schulmann, Rektor in Kolberg
- Christoph Bernhard (1628–1692), vermutlich in Kolberg geborener Sänger, Komponist, Kapellmeister und Musiktheoretiker
- Martin von Rango (1634–1688), deutscher Jurist und Historiker, Ratsherr von Kolberg
- Konrad Tiburtius Rango (1639–1700), deutscher Theologe und Pflanzenkundler
- Ewald Joachim von Eichmann (1653–1714), deutscher Rechtsgelehrter, Landrat und Bürgermeister von Kolberg
- Ehregott Daniel Colberg (1659–1698), deutscher lutherischer Theologe, außerordentlicher Professor in Greifswald
- Jakob Brunnemann (1674–1735), deutscher Jurist, Direktor des Schöppenstuhls zu Stargard
- Simon Peter Gasser (1676–1745), deutscher Rechtswissenschaftler und Ökonom
- Euphrosyne Auen (1677–1715), deutsche Dichterin
- Christoph Hermann von Schweder (1678–1741), deutscher Jurist
- Caspar von Wolden (~1685–1745), Landrat des Kreises Belgard
- Hans Samuel von Pritz (1698–1756), preußischer Generalmajor, Chef des Infanterie-Regiments Nr. 30

### 1701 bis 1800

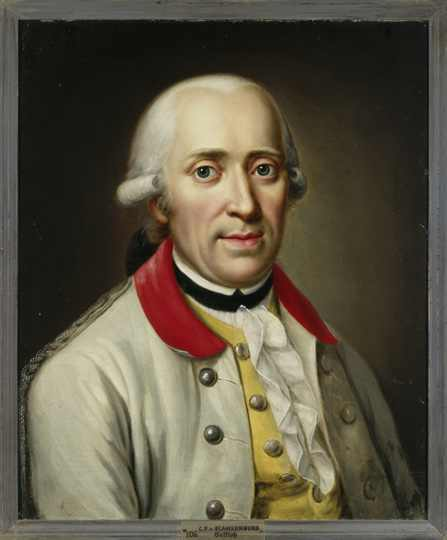
Christian Friedrich von Blanckenburg (1744–1796), ließ sich als freier Schriftsteller in Leipzig nieder

- Christiaan Hendrik Trotz (1703–1773), deutsch-niederländischer Rechtsgelehrter
- Martin Ludwig von Eichmann (1710–1792), preußischer General
- Johann Friedrich Wilhelm Wachse (1714–1773), deutscher evangelischer Pfarrer, veröffentlichte die Geschichte von Colberg (1769)
- Otto Christoph von Podewils (1719–1781), deutscher Staatsmann, königlich preußischer Gesandter und Etatsminister
- Karl Wilhelm Ramler (1725–1798), deutscher Lyriker und Übersetzer, Direktor des Nationaltheaters Berlin
- Johann Jacob Meyen (1731–1797), deutscher Mathematiker, Professor am Akademischen Gymnasium zu Stettin
- Johann Christoph Paucker (1736–1776), deutscher evangelischer Geistlicher, Propst von Jerwen in Estland
- Joachim Nettelbeck (1738–1824), deutscher Seefahrer, Bürgerrepräsentant während der Belagerung Kolbergs 1807
- Christian Wilhelm Gericke (1742–1803), deutscher Pietist und evangelischer Missionar
- Johann Gottlieb Stieg (1742–1806), deutscher Jurist und Oberbürgermeister von Kolberg
- Christian Friedrich von Blanckenburg (1744–1796), deutscher Literaturwissenschaftler
- Karl Ernst Ludwig von Lettow (1746–1826), preußischer General
- Mathias Julius von Laurens (1755–1807), preußischer Generalmajor, zuletzt Chef des Ingenieurdepartements im Oberkriegskollegium
- Carl Philipp Wilhelm von Rango (1764–1827), preußischer Oberst und Kommandant der Festung Minden
- Georg Wilhelm Bartholdy (1765–1815), deutscher Pädagoge, Zeitschriftenherausgeber und Schriftsteller
- Ernst Conrad Peterson (1778–1841), deutscher Architekt, Stadtbaurat in Bromberg
- Ernst Heinrich Zettwach (1787–1857), preußischer Verwaltungsjurist
- Karl von Bagensky (1794–1859), deutscher Offizier und Militärschriftsteller
- Karl von Herrmann (1794–1876), preußischer General der Infanterie
- Friedrich Ellendt (1796–1855), deutscher Klassischer Philologe und Gymnasialdirektor

### 1801 bis 1850

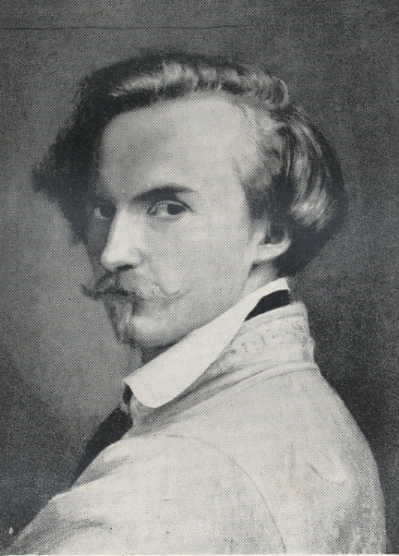
Hermann Freihold Plüddemann (1809–1868), im Mittelpunkt seines Schaffens als Historienmaler standen Friedrich Barbarossa und Christoph Kolumbus

- Ernst Ellendt (1803–1863), deutscher Klassischer Philologe und Gymnasialdirektor
- Franz von Boehn (1806–1890), preußischer Generalleutnant und Kommandant von Stettin
- Robert von Schröder (1807–1894), deutscher Rittergutsbesitzer und Politiker, Landrat des Landkreises Kolberg-Körlin
- Hermann Freihold Plüddemann (1809–1868), deutscher Historienmaler und Illustrator
- Helmuth von Gordon (1811–1889), preußischer Offizier, zuletzt General der Infanterie
- Hermann von Schaetzel (1814–1892), preußischer Offizier, zuletzt Generalmajor und Direktor der Gewehrfabrik in Spandau
- Jeanne Marie von Gayette-Georgens (1817–1895), deutsche Schriftstellerin und Pädagogin
- Oskar Danzier (1820–1879), deutscher Landrat
- Gustav von Köppen (1821–1896), preußischer Offizier, Generalleutnant
- Wilhelmine Guischard (1826–1896), Schriftstellerin
- Albert Marth (1828–1897), deutscher Astronom
- Fedor von Köppen (1830–1904), preußischer Offizier, Oberstleutnant, Militärschriftsteller und Dichter
- Paul Eduard Starcke (1837–1885), deutscher Militärarzt
- Theodor Simon (1841–1874), deutscher Arzt und Psychiater
- August von Schroeder (1842–1915), preußischer Generalmajor
- Max Simon (1844–1918), deutscher Mathematikhistoriker und Mathematiklehrer
- Wilhelm Giese (1847–1909), deutscher Physiker und Polarforscher

### 1851 bis 1900

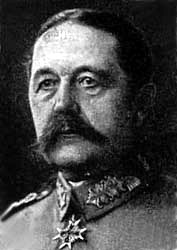
Hans Gaede (1852–1916), im Ersten Weltkrieg Oberkommandierender der nach ihm benannten Armeeabteilung

- Paul von Basse (1851–1919), deutscher Verwaltungsbeamter und Gutsbesitzer,
- Hans Gaede (1852–1916), deutscher General
- Gustav Fock (1854–1910), deutscher Antiquariatsbuchhändler und Verleger
- Martin Plüddemann (1854–1897), deutscher Balladen- und Liederkomponist und Musikpädagoge
- Otto Theodore Gustav Lingner (1856–1930), deutscher Akt-, Genre- und Porträtmaler
- Ernst Maass (1856–1929), deutscher klassischer Philologe
- Max Wallies (1856–1925), deutscher Altphilologe, Oberlehrer am Berliner Sophiengymnasium
- Richard Poelchen (1857–1947), deutscher Chirurg in Zeitz
- Franziska Mann (1859–1927), deutsche Schriftstellerin
- Georg Bodenstein (1860–1941), deutscher Verwaltungsjurist und Ministerialbeamter
- Max Girschner (1861–1927), deutscher Arzt, wirkte als Kolonialarzt und -beamter in Ponape
- Max Behrend (1862–1927), deutscher Theaterschauspieler, Intendant und Bühnenschriftsteller
- Walther Schultze (1862–1939), deutscher Historiker und Bibliothekar
- Hans Behmer (1865–1926), deutscher Marine-Generalstabsarzt und 2. Korpsarzt des Marinekorps
- Magnus Hirschfeld (1868–1935), deutscher Arzt und Sexualforscher
- Hans Benzmann (1869–1926), deutscher Lyriker
- Elsa Reger (1870–1951), Ehefrau und Nachlassverwalterin des Künstlers Max Reger
- Ernst Lucht (1871–1934), deutscher Architekt, Vorsteher des Universitätsbauamtes in Greifswald
- Ernst Janke (1873–1943), deutscher Politiker, Bürgermeister und Landrat
- Alfred Uckeley (1874–1955), deutscher evangelischer Theologe
- Paul Müller (1875–1925), deutscher Matrose, Journalist und Gewerkschaftsfunktionär
- Paul Oestreich (1878–1959), deutscher Reformpädagoge
- Walter Witting (1879–1947), deutscher Offizier, Generalleutnant der Luftwaffe im Zweiten Weltkrieg
- Günther Schwantes (1881–1942), deutscher Offizier, Leiter der Abwehr, Generalleutnant im Zweiten Weltkrieg
- Ernst Behrend (1882–1938), deutscher Jurist, Senatspräsident beim Reichsversicherungsamt
- Konrad Zander (1883–1947), deutscher Marine- und Luftwaffenoffizier, zuletzt General der Flieger
- Arnold Zadikow (1884–1943), deutscher Bildhauer und Medailleur
- Ernst Issberner-Haldane (1886–1966), deutsch-australischer Handleser, Yogalehrer und Okkultist
- Ulrich Balfanz (1887–1954), Jurist und Bürgermeister der Stadt Wilhelmshaven
- Ulrich Burmann (1887–1970), deutscher Jurist und Politiker (SPD)
- Tassilo Hoffmann (1887–1951), deutscher Numismatiker, Vorsitzender der Numismatischen Gesellschaft zu Berlin
- Robert Petschow (1888–1945), deutscher Ballonfahrer, Fotograf und Sportfunktionär
- Hans-Jürgen Stumpff (1889–1968), deutscher Luftwaffengeneral
- Heinrich Graf Luckner (1891–1970), deutscher Maler und Graphiker
- Willi Schultz (1892–1972), deutscher Schullehrer und Sammler pommerscher Volkslieder und Volkstänze
- Günther Angern (1893–1943), deutscher Offizier, zuletzt Generalleutnant im Zweiten Weltkrieg
- Lucian Zabel (1893–1936), deutscher Gebrauchsgraphiker
- Walter Schulz (1897–1934), deutscher SA-Führer und Opfer des Röhm-Putsches

### 1901 bis 1945

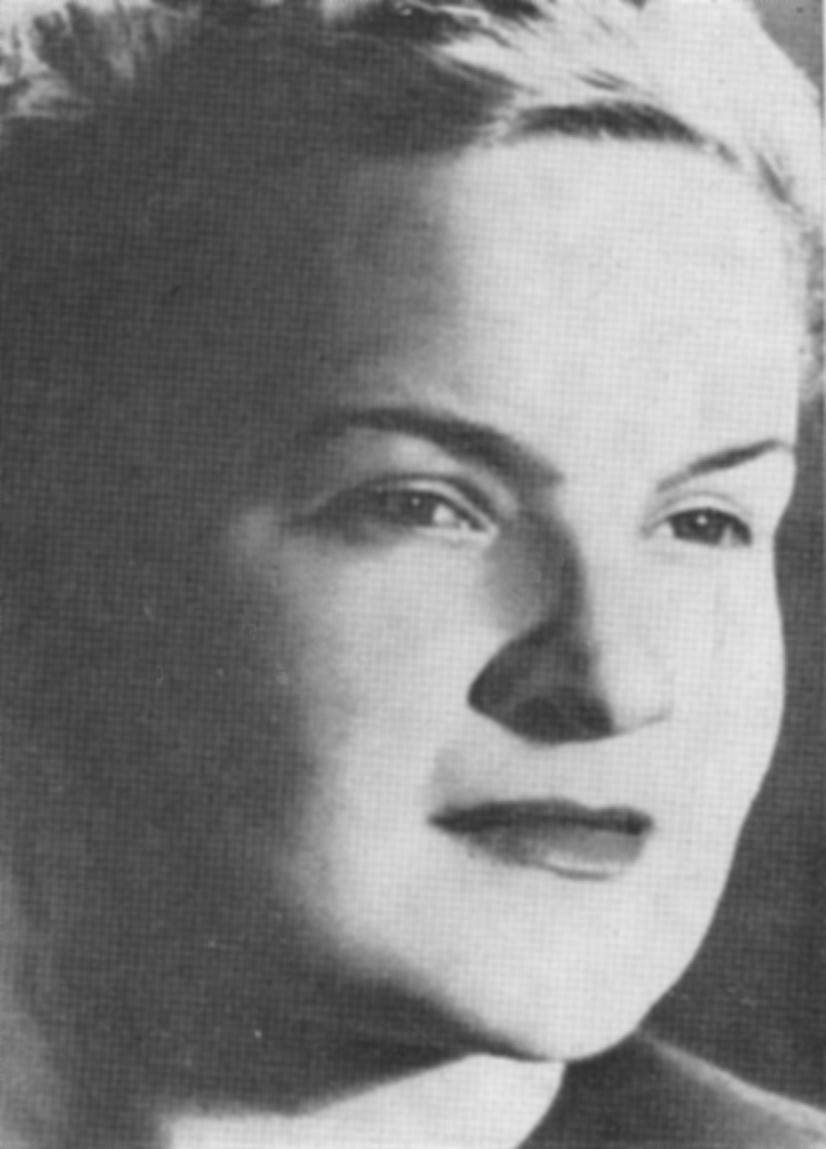
Erika Gräfin von Brockdorff (1911–1943), gehörte zur Widerstandsbewegung der Roten Kapelle

- Karl Neitzel (1901–1966), deutscher Kapitän zur See der Kriegsmarine
- Hans Sponholz (1902–1982), deutscher Schriftsteller
- Emil Otto (1903–1974), deutscher Politiker (KPD/SED) und Gewerkschafter (FDGB)
- Hildegard Behr (1905–2000), deutsche Schriftstellerin, Genealogin und Heimatforscherin
- Georg Fleischmann (1906–1970), deutscher Jurist und Kriminalpolizist sowie Obersturmführer im SD-Hauptamt
- Kurt Zillmann (1906–1992), deutscher Jurist und Kriminalpolizist sowie SS-Sturmbannführer beim Reichssicherheitshauptamt
- Kurt Zipper (1906–1952), deutscher Politiker (LDPD), Mitglied der Volkskammer der DDR, 1952 hingerichtet
- Kurt Brunow (1907–1978), deutscher SS-Führer, SD-Offizier und Polizeibeamter
- Erwin Assmann (1908–1984), deutscher Historiker
- Gerhard Wesenberg (1908–1957), deutscher Rechtshistoriker, Professor an der Universität Wien
- Karl Hans Janke (1909–1988), deutscher Ingenieur, Künstler und Erfinder
- Hans Kies (1910–1984), deutscher Bildhauer und Politiker
- Werner Krüger (1910–2003), deutscher Luftfahrtingenieur, Erfinder der Krügerklappe im Flugzeugbau
- Erika Gräfin von Brockdorff (1911–1943), deutsche Widerstandskämpferin gegen den Nationalsozialismus
- Willi Schulz (1911–1955), deutscher Maler und Zeichner
- Joachim Albrecht (1913–1997), deutscher Künstler, Professor an der Hochschule für bildende Künste Hamburg
- Dietrich Kausche (1914–1988), deutscher Historiker und Archivar
- Hans-Joachim Friedländer (1915–2005), deutscher Politiker (DBD), Vorsitzender der Zentralen Revisionskommission der DBD
- Siegfried Rossmann (1917–1975), Richter in Mecklenburg, Schweriner Oberkirchenratspräsident
- Karl-Heinz Marbach (1917–1995), deutscher Marineoffizier im Zweiten Weltkrieg
- Inge Buisson (1921–2024), deutsche Historikerin
- Hans Firzlaff (1921–2012), deutscher Schriftsteller, Herausgeber und Verleger
- Eberhard von Block (1923–2019), deutscher General
- Karl Hempel (1923–2018), deutscher Chirurg, ehemaliger Präsident des Berufsverbandes Deutscher Chirurgen
- Rudolf Raasch (1925–2008), deutscher Pädagoge und Geschichtsdidaktiker
- Hans-Albert Walter (1925–2005), deutscher Künstler
- Erich Breese (1926–1990), deutscher Schauspieler, Hörspiel- und Synchronsprecher
- Waltraut Rubien (1927–2017), um die deutsch-israelischen Beziehungen verdiente Pädagogin
- Dietwulf Baatz (1928–2021), deutscher Archäologe
- Jörg Blaurock (1928–2014), deutscher Schiffbauingenieur, Spezialist für Schiffspropeller
- Klaus Wischnewski (1928–2003), deutscher Dramaturg, Autor und Filmkritiker
- Wolfgang Freitag (1930–2024), deutscher Architekt
- Hans-Georg Mews (1931–2010), deutscher Pädagoge, Landesschulrat in Bremen
- Hans Bellin (1932–2016), deutscher Internist, Hochschullehrer in Rostock
- Hans Langenfeld (1932–2022), deutscher Sportwissenschaftler und Sporthistoriker
- Erdmann-Michael Hinz (1933–1950), deutscher Bildhauer
- Jürgen Dummer (1935–2011), deutscher Altphilologe
- Edeltraud Bülow (* 1937), deutsche Linguistin und Hochschullehrerin
- Egon Krenz (* 1937), deutscher Politiker (SED)
- Hartmut Backe (* 1941), deutscher Experimentalphysiker, Professor in Mainz
- Henning Brümmer (1941–2017), deutscher Brigadegeneral des Heeres der Bundeswehr
- Johann-Peter Hinz (1941–2007), deutscher Künstler, Bildhauer und Kommunalpolitiker
- Joachim Kath (* 1941), deutscher Sachbuchautor
- Richard Teßmer (* 1941), deutscher Ingenieur und Hochschullehrer
- Heidrun Hartmann (1942–2016), deutsche Botanikerin und Hochschullehrerin
- Buzz Bütow (1943–2004), deutscher Cartoonist, Grafik-Designer, Film- und Literaturrezensent
- Hasso von Wedel (* 1943), deutscher Audiologe, Professor in Köln
- Fee von Zitzewitz (1943–2006), deutsches Fotomodell
- Wolf-Rüdiger Krause (* 1944), deutscher Fußballspieler
- Andreas Lüderwaldt (* 1944), deutscher Musikethnologe
- Christine Lucyga (* 1944), deutsche Politikerin (SPD)
- Jutta Schlott (1944–2024), deutsche Schriftstellerin
- Heidemarie Steiner (* 1944), deutsche Eiskunstläuferin

### Ab 1946
- Marek Drewnowski (* 1946), Pianist
- Joanna Nowicka (* 1966), Bogenschützin
- Sebastian Karpiniuk (1972–2010), Politiker
- Daria Korczyńska (* 1981), Sprinterin
- Jolanta Siwińska (* 1991), Fußballspielerin

## Persönlichkeiten, die in der Stadt wirkten

### 17. und 18. Jahrhundert

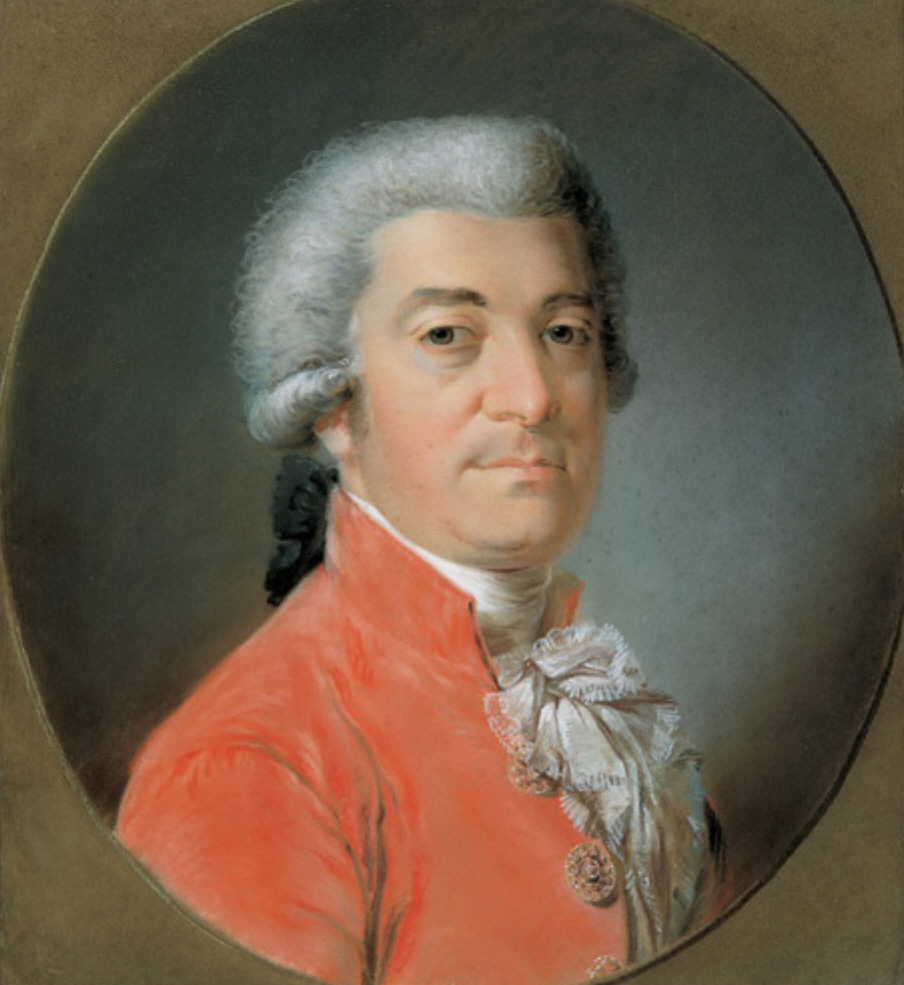
Heinrich Friedrich von Diez (1751–1817), lebte als Prälat des Domkapitels in Kolberg

- Balthasar Timaeus von Güldenklee (1600–1667), deutscher Arzt, war Bürgermeister von Kolberg
- Hans Heinrich von Schlabrendorf (1646–1692), brandenburgischer Generalmajor, 1690–1692 Kommandant der Festung Kolberg
- Georg Arnold von Grolman (1678–1762), preußischer Obrist, war Kommandant der Festung Kolberg
- Friedrich Wilhelm von Borcke (1680–1743), preußischer Generalmajor, war Kommandant der Festung Kolberg
- Volrath von Hellermann (1686–1756), preußischer Obrist, war Kommandant der Festung Kolberg
- Asmus Ehrenreich von Bredow (1693–1756), preußischer Generalleutnant, war Gouverneur von Kolberg ab 1749
- Heinrich Sigismund von der Heyde (1703–1765), preußischer Obrist, Unterkommandant von Kolberg und Verteidiger der Festung 1757 bis 1761
- Johann Ludwig d’Arrest (1709–nach 1771), deutscher Jurist, war Bürgermeister und städtischer Landrat in Kolberg von 1757 bis 1771
- Friedrich Wilhelm von Steuben (1730–1794), General der USA im Unabhängigkeitskrieg, geriet bei der Belagerung von 1761 als preußischer Offizier in russische Gefangenschaft
- Ludwig Moritz von Lucadou (1741–1812), preußischer Generalmajor, Kommandant der Festung Kolberg von 1803 bis 1807
- Heinrich Friedrich von Diez (1751–1817), preußischer Diplomat, Orientalist und Schriftsteller, lebte von 1791 bis 1807 als Prälat des Domkapitels in Kolberg
- Friedrich Otto Wichmann (1763–nach 1791), Theologe und Schulmann, war von 1785 bis 1787 Rektor des Lyzeums in Kolberg
- Hans von Held (1764–1842), Verfasser der einflussreichen Schrift Über das Meerbad bei Colberg und die beste und wohlfeilste Art sich desselben mit Nutzen zu bedienen (1803)
- Karl von Streit (1766–1821), preußischer Generalmajor, Kommandant der Festung Kolberg von 1813 bis 1821
- Otto August Heinrich Dahlke (1767–nach 1806), deutscher Jurist, war Oberbürgermeister von Kolberg ab 1806
- Karl Friedrich Franciscus von Steinmetz (1768–1837), preußischer Generalmajor, Kommandant der Festung Kolberg von 1807 bis 1808
- Karl Wilhelm Ernst von Waldenfels (1772–1807), preußischer Offizier, bei der Verteidigung von Kolberg gefallen
- Friedrich Ludwig Jahn (1778–1852), auch Turnvater Jahn genannt, lebte von 1820 bis 1825 als Verbannter in Kolberg und verlor hier seine erste Frau Helena, geb. Kollhof (1778–1823)
- Adolf von Lützow (1782–1834), preußischer Offizier, erhielt den Orden Pour le Mérite für die Verteidigung Kolbergs
- Heinrich von Holleben (1784–1864), Überbringer der Friedensnachricht 1807, 1857 Ehrenbürger von Kolberg
- Friedrich Wilhelm Roth (1787–1862), preußischer Generalmajor, machte sich als junger Offizier um die Verteidigung Kolbergs 1807 verdient und publizierte dazu

### 19. bis 21. Jahrhundert
- Nestor Girschner (1821–1885), deutscher Gymnasiallehrer und Lokalhistoriker, Prorektor des Domgymnasiums Kolberg
- Hermann Hirschfeld (1825–1885), Vater des in Kolberg geborenen Magnus Hirschfeld, war Medizinalrat und Badearzt. Er trug entscheidend zum Aufstieg der Stadt zu einem Badeort bei. Außerdem machte er sich um die Einrichtung einer Kanalisation in Kolberg verdient.
- Joachim Kummert (1834–1914), deutscher Politiker, war von 1878 bis 1907 Bürgermeister von Kolberg
- Hermann Ziemer (1845–1908), deutscher Philologe, Gymnasialprofessor in Kolberg
- Wilhelm Grisard (vor 1877–nach 1937), Orgelbauer und Inhaber eines Pianohauses
- Paulus Hinz (1899–1988), Domprediger in Kolberg von 1930 bis 1945, Angehöriger des Widerstandes im Dritten Reich. Rettete 1945 wertvolle Domschätze (u. a. die berühmte Schlieffenkrone und das Taufbecken),
- Albrecht Wegener (1905–1973), Oberbürgermeister von Kolberg in den Jahren 1935 bis 1941
- Sebastian Machowski (* 1972), deutscher Basketball-Trainer, trainierte 2006–2009 Kotwica Kołobrzeg und wurde mit dem Team polnischer Pokalsieger

## Ehrenbürger
- 1826: Christian Ludwig Post (1755–1829), Postmeister in Kolberg, aufgrund seiner Verdienste während der Belagerung 1807
- 1836: Friedrich von Blankenburg (1786–1850), Generalleutnant, aufgrund seiner Verdienste während der Belagerung 1807
- 1836: Hermann Wittig (1779–1838), Hauptmann, Ingenieur vom Platz in Kolberg, aufgrund seiner Verdienste für die Verschönerung der Stadt und ihrer Anlagen
- 1844: August Ludwig von Ledebur (1776–1851), General der Kavallerie, Festungskommandant Kolberg, aufgrund seines Einsatzes für Kolberg
- 1865: J. Goehde (Göde) (1786–1865), Kreisgerichtsrat in Kolberg, anlässlich seines 50. Dienstjubiläums
- 1856: Heinrich von Steinaecker (1788–1861), Generalmajor, kommissarischer Festungskommandant Kolberg, anlässlich seiner Verabschiedung
- 1857: August von Koch (1790–1861), General der Infanterie, anlässlich des 50. Jubiläums der Beendigung der Belagerung 1807, aufgrund seiner damaligen Verdienste
- 1857: Christian Wilhelm Griebenow (1784–1865), Rittergutsbesitzer, anlässlich des 50. Jubiläums der Beendigung der Belagerung 1807, aufgrund seiner damaligen Verdienste
- 1857: Carl Friedrich von Bülow (1765–1855), Oberst, anlässlich des 50. Jubiläums der Beendigung der Belagerung 1807, aufgrund seiner damaligen Verdienste
- 1857: Heinrich von Holleben (1784–1864), preußischer General, brachte am 2. Juli 1807 die Nachricht vom Tilsiter Frieden, wodurch am selben Tag die Belagerung endete
- 1857: W. Schulz († 1865) Major, anlässlich des 50. Jubiläums der Beendigung der Belagerung 1807, aufgrund seiner damaligen Verdienste
- 1857: Raasch († 1874), Postkondukteur in Kolberg, anlässlich des 50. Jubiläums der Beendigung der Belagerung 1807, aufgrund seiner damaligen Verdienste
- 1857: Ludwig von Kobilinski (1785–1863), Oberförster, anlässlich des 50. Jubiläums der Beendigung der Belagerung 1807, aufgrund seiner damaligen Verdienste
- 1857: Franz von Lucadou (1783–1860), Generalleutnant, anlässlich des 50. Jubiläums der Beendigung der Belagerung 1807, aufgrund seiner damaligen Verdienste
- 1857: Friedrich Wilhelm Roth (1787–1862), Generalmajor, anlässlich des 50. Jubiläums der Beendigung der Belagerung 1807, aufgrund seiner damaligen Verdienste
- 1857: Friedrich von Stanckar († 1867), Oberstleutnant, anlässlich des 50. Jubiläums der Beendigung der Belagerung 1807, aufgrund seiner damaligen Verdienste
- 1857: Friedrich von Petersdorff (1789–1862), Major, Landschaftsrat, anlässlich des 50. Jubiläums der Beendigung der Belagerung 1807, aufgrund seiner damaligen Verdienste[1]
- 1857: Heinrich August Ludwig von Priesdorf (1792–1873), Oberst, anlässlich des 50. Jubiläums der Beendigung der Belagerung 1807, aufgrund seiner damaligen Verdienste
- 1860: Friedrich von Stülpnagel (1786–1865), Hauptmann und Kartograph, anlässlich seiner Goldenen Hochzeit aufgrund seiner Verdienste während der Belagerung 1807
- 1860: Ludwig Wiese (1806–1900), Pädagoge und Ministerialbeamter, in Anerkennung seiner Verdienste um die Stadt Kolberg und zum Gedächtnis seiner in Kolberg verlebten Jugendjahre
- 1866: Helmuth von Moltke (1800–1891), Generalfeldmarschall, Generalstabschef, anlässlich der Ernennung zum Chef des Colbergischen Grenadier-Regiments Graf Gneisenau (2. Pommersches) Nr. 9
- 1877: Hermann Haken (1828–1916), nach zehnjähriger Amtszeit als Bürgermeister in Kolberg und Wechsel als Oberbürgermeister nach Stettin, in Anerkennung seiner Verdienste um die Stadt Kolberg und ihre Bevölkerung
- 1883: Carl Wilhelm Friedrich Plato (1821–1883), Justizrat, Stadtverordneter in Kolberg, anlässlich seines 70. Geburtstages in Anerkennung seiner Verdienste
- 1882: Hermann Riemann (1822–1889), Schuldirektor, Historiker und Autor, anlässlich seines 60. Geburtstages als Anerkennung für seine Forschungsarbeiten über Kolberg, u. a. sein Werk „Die Geschichte der Stadt Kolberg“ (1873)
- 1886: Ferdinand Zunker (Zuncker), Stadtrat und Stadtältester von Kolberg, anlässlich seines Ausscheidens aus dem Magistrat als Anerkennung für die während seiner 33-jährigen Amtszeit
- 1890: Paul Heyse (1830–1914), Schriftsteller, anlässlich seines 60. Geburtstages für sein literarisches Schaffen, u. a. das historische Schauspiel „Kolberg“, nach dem auch eine Straße benannt wurde
- 1907: Joachim Kummert (1834–1914), langjähriger Bürgermeister der Stadt Kolberg, anlässlich der Beendigung seiner Amtszeit für die hervorragenden Dienste um Kolberg, nach dem auch eine Straße benannt wurde
- 1911: Eduard Dietrich (1860–1947), Arzt und Medizinalbeamter in Preußen, anlässlich des von ihm durchgeführten 5. Internationalen Kongresses für Meeresheilkunde in Kolberg als Anerkennung seiner großen Verdienste um die Förderung und Entwicklung der deutschen Bäder, nach dem auch eine Promenade benannt wurde
- 1919: Paul von Hindenburg (1847–1934), Generalfeldmarschall, Reichspräsident, anlässlich seines Aufenthaltes mit der Obersten Heeresleitung in Kolberg, nach dem auch eine Straße benannt wurde
- 1924: Marie Hindenberg, geb. Guse (1851–1925), Witwe des Kommerzienrates Otto Hindenberg, anlässlich des 100-jährigen Bestehens der Firma Hindenberg
- 1990: Zygmunt Maj (1920–1994), seit 1970 in Kołobrzeg tätiger Kinderarzt, nach dem auch eine Straße benannt wurde[2]
- 2004: Ignacy Jeż (1914–2007), 1972–1992 Bischof von Koszalin-Kołobrzeg
- 2005: Johannes Paul II. (1920–2005), Papst der römisch-katholischen Kirche
- 2009: Józef Słomski (1932–2018)[3], römisch-katholischer Priesterprälat, für das Engagement beim Wiederaufbau der Domruine zur Konkathedrale des Bistums Koszalin-Kołobrzeg[4]